# Björk (album)
Pour les articles homonymes, voir Björk (homonymie).
Albums de Björk
Debut
(1993)
Björk est le premier album de la chanteuse de pop islandaise Björk, sorti en 1977 alors qu'elle avait 12 ans,. Cet album est entièrement en islandais, composé d'une part de chansons islandaises traditionnelles et d'autre part de chansons contemporaines adaptées en islandais.
L'album contient un mélange de reprises traduites en islandais, comme The Fool on the Hill des Beatles (Álfur Út Úr Hól), Alta Mira d'Edgar Winter, Christopher Robin de Melanie Safka (Bænin) et Your Kiss is Sweet de Stevie Wonder (Búkolla), et de chansons écrites spécialement pour l'album, comme la chanson Arabadrengurinn (The Arab Boy) écrite par son beau-père Sævar et la piste instrumentale de flûte Jóhannes Kjarval rendant hommage au peintre islandais Jóhannes Sveinsson Kjarval, écrite et interprétée par Björk elle-même.
Björk s'est vu offrir la chance de faire un deuxième album, mais elle a refusé. Avec l'argent qu'elle a gagné, elle s'est acheté un piano et a commencé à composer des chansons.
L'album a été publié en deux formats, vinyle et cassette  qui sont des éditions assez limitées (vendues à au moins 7000 exemplaires) et qui sont rares en dehors de l'Islande. 
Il a été enregistré aux studios Hljóðriti à Reykjavik. Hildur Hauksdóttir (la mère de Björk) a conçu la pochette, dont la photo a été prise dans un studio de Reykjavik. Il est disque d'or quelques semaines après sa sortie et se classe numéro un en Islande.

## Liste des morceaux
| No  | Titre                                  | Auteur                          | Durée |
| --- | -------------------------------------- | ------------------------------- | ----- |
| 1.  | Arabadrengurinn (The Arab Boy)         | Sævar                           | 5:00  |
| 2.  | Búkolla (Your Kiss is Sweet)           | Stevie Wonder et Syreeta Wright | 3:16  |
| 3.  | Alta Mira                              | Edgar Winter                    | 2:30  |
| 4.  | Jóhannes Kjarval                       |                                 | 2:15  |
| 5.  | Fúsi Hreindýr                          |                                 | 3:27  |
| 6.  | Himnaför                               |                                 | 2:32  |
| 7.  | Óliver                                 |                                 | 2:47  |
| 8.  | Álfur út úr hól (The Fool on the Hill) | The Beatles                     | 3:27  |
| 9.  | Músastiginn                            |                                 | 2:44  |
| 10. | Bænin (Christopher Robin)              | Melanie Safka                   | 2:00  |

## Sortie
- Fálkinn FA - 006 - 12" Vinyl
- Fálkinn FA - 006 - 4 - Cassette